# Turangalîla-symfonie
De Turangalîla-symfonie, gecomponeerd tussen 1946 en 1948, is een van de belangrijkste werken van de Franse componist Olivier Messiaen (1908-1992). De compositie werd geschreven in opdracht van dirigent Serge Koussevitzky voor het Boston Symphony Orchestra. De première vond plaats op 2 december 1949 onder directie van de jeugdige Leonard Bernstein.
Terwijl de meeste muziek van Messiaen religieus geïnspireerd is, werd de Turangalîla-symfonie geschreven in een periode waarin de componist sterk onder de indruk was van het Tristanmotief, zoals dat te beluisteren is in de opera Tristan und Isolde van Richard Wagner. De symfonie is op te vatten als een meditatie over de vreugde van de liefde. De naam komt uit het Sanskriet en betekent zoveel als 'liefdeslied en hymne van vreugde, tijd, beweging, ritme, leven en dood'. Het spetterende, van levensvreugde overlopende, tiendelige muziekstuk is geschreven voor een groot orkest van ruim honderd man, dat uitgebreid is met een solopiano en met ondes Martenot (die beide een aantal opvallende solopassages moeten spelen) en vereist acht tot elf slagwerkers. De symfonie duurt zo'n tachtig minuten.